# Mot de passe (jeu télévisé)
Pour les articles homonymes, voir Mot de passe (homonymie).
Mot de passe : Le duel (Million Dollar Password) est un jeu télévisé français d'origine américaine, diffusé sur France 2 et présenté par Patrick Sabatier du 10 janvier 2009 au 30 juillet 2016 puis par Laurence Boccolini à partir du 31 août 2020. Le jeu est alors diffusé en alternance avec le jeu Un mot peut en cacher un autre présenté par la même animatrice et au même horaire (10 h 35) avant de s'arrêter en 2021. En 2025, le jeu revient sous un dérivé : Mot de passe : le duel.
Il est produit par FremantleMedia.

## Diffusion

### Première version
Dans sa première version l'émission est diffusée tous les samedis de 19 heures à 20 heures du 10 janvier 2009 au 22 mars 2014. En 2010, lors des vacances scolaires estivales, l'émission est diffusée quotidiennement et en semaine aux mêmes horaires.
Pour le 250e numéro, un prime-time spécial est diffusé le samedi 13 octobre 2012.
À partir du 7 janvier 2013 , une version quotidienne et raccourcie est proposée de 19 heures à 19 h 25. Cette version est rallongée à partir du 1er avril 2013 débutant à 18h45.
Du 6 au 17 janvier 2014, l'émission est présente à raison de deux numéros par jour : le premier à 17h50 et le deuxième à 18h20, en remplacement de Jusqu'ici tout va bien. À compter du 29 mars 2014, tous les samedis deux numéros sont diffusés (un premier de 18h50 à 19h20 et un deuxième de 19h20 à 19h50).
En avril 2016, France 2 décide de supprimer l'émission pour des raisons non communiquées.
L'émission revient cependant exceptionnellement du 3 juillet 2016 au 17 juillet 2016 en remplacement de Vivement dimanche prochain.

### Deuxième version
Le lundi 31 août 2020, le jeu fait son retour du lundi au vendredi et à un nouvel horaire (à 10h35).
L'émission étant en alternance avec Un mot peut en cacher un autre, il est présent à l'antenne sous forme de salves. La première salve d'émissions est diffusée du 31 août 2020 jusqu'au 23 octobre 2020 pour une session de 40 émissions. La deuxième salve est diffusée du 4 janvier 2021 jusqu'au 26 février 2021 pour une nouvelle session de 40 émissions. Enfin, la troisième salve est diffusée du 3 mai 2021 jusqu'au 25 juin 2021 pour une session de 38 émissions.

### Troisième version: Le duel
Le 20 janvier 2025, une nouvelle version est proposée, se jouant en duel toujours avec deux candidats face à deux célébrités, en semaine avec la finale le vendredi. Malgré les bonnes audiences de la première saison de la nouvelle version le jeu s'arrête pour faire place à un nouveau jeu de Damien Thévenot Memory : Qui paire gagne

## Concept
Mot de passe est une adaptation du jeu américain Password, diffusé sur la chaîne CBS à partir de 1961. Le jeu consiste à faire deviner des mots à un partenaire de jeu en donnant des mots indices. Bien que le format du jeu soit originaire de 1961, cette version française est basée sur Million Dollar Password, animé par Regis Philbin et diffusé de 2008 à 2009.
En plus des candidats anonymes, des célébrités jouent en tant que partenaires des candidats.
À ses débuts, on peut voir Patrick Sabatier sur l'écran du plateau au début du jeu, après le générique de l'émission.
À partir du 30 janvier 2016, l'émission se dote d'un nouvel habillage visuel. Le gain maximal n'est plus présent sur le logo.

## Règles du jeu

### Manche de qualification
Ce jeu utilise les règles de la version 2008 de Regis Philbin (un ensemble de règles différent de celui d'Allen Ludden de 1961 ou de la version 1979 avec divers animateurs de jeux télévisés pendant la version 1979-82 et Bert Convy dans la version 1984-89).
2 candidats s'affrontent, ils sont accompagnés chacun d'une personnalité. Chaque équipe dispute 4 rounds de 30 secondes où il faut deviner 5 mots.
Au 1er round, la personnalité fait deviner les mots au candidat. Au 2e round, c'est l'inverse. Pour les 3e et 4e rounds, les candidats échangent leur coéquipier. Chaque mot deviné rapporte un point. Le candidat qui remporte le plus de points est qualifié pour la finale. Il est accompagné de la personnalité qui lui a fait marquer le plus de points (si les deux personnalités lui ont apporté le même nombre de points, c'est celle qui a utilisé le moins de temps pour y parvenir qui accompagne le candidat en finale).
Lors de cette manche, le nombre d'indices est illimité et le candidat peut passer un mot et y revenir si le temps lui permet. Le mot n'est définitivement perdu que si le participant ayant à le faire deviner commet un interdit (voir plus bas).
En cas d'égalité à l'issue des quatre manches, les candidats se départagent avec un tie-break : 
- les candidats donnent toujours les indices aux invités ;
- même « mot de passe » pour les deux équipes ;
- alternance des indices (10 secondes) entre les deux équipes ;
- la première équipe qui trouve le mot va en finale. Si un candidat commet un interdit, son équipe est directement éliminée.

Depuis le 7 janvier 2013, lors de la dernière manche de qualifications de chaque candidat, les mots sont cachés aux téléspectateurs.
À partir du 1er avril 2013, uniquement dans les émissions diffusées en semaine, le candidat vainqueur de la manche de qualification n'accède pas immédiatement à la finale mais obtient un avantage pour la manche des mots décisifs, dont l'issue détermine le ou la finaliste. Lors des émissions diffusées le samedi, les règles d'origine continuent à s'appliquer.
La manche des mots décisifs n'est plus jouée à partir de 2014 jusqu'à 2016. Elle est à nouveau présente pour le retour du jeu en 2020.
Depuis 2014, le principe du tie-break joué en cas d'égalité est modifié : une équipe est isolée avec un casque sur les oreilles, tandis que le candidat de l'autre équipe découvre le mot de passe (qui sera le même pour l'autre équipe) qu'il devra faire deviner à la personnalité qui l'accompagne le plus rapidement possible, et en tous les cas dans un temps maximum d'une minute. Une fois le mot deviné par la personnalité, ou une fois le temps écoulé, le deuxième candidat revient et doit se soumettre à la même épreuve, sans avoir d'information sur le score de son adversaire. Le candidat qui a fait deviner le mot le plus rapidement à son coéquipier est qualifié pour la finale.

### Mots décisifs
Cette manche est jouée du 1er avril 2013 jusqu'à 2014, uniquement dans les émissions diffusées en semaine, puis à partir de 2020. Elle reprend le concept du tie-break. La manche de qualification ne sert dès lors qu'à obtenir un avantage pour cette nouvelle manche ; c'est le résultat de cette dernière qui détermine l'équipe finaliste.
Le candidat ayant obtenu le plus de points aux qualifications part avec trois avantages :
- il fait équipe avec la personnalité qui lui a apporté le plus de points ;
- 1 point lui est offert ;
- il choisit en premier de prendre ou non la main.

Les deux équipes jouent alors avec le même mot, comme lors des anciens tie-breaks. Celle qui le trouve marque le point. Le choix de la main passe à l'autre équipe, et on recommence. La première équipe à 3 points (5 points jusqu'en 2014) se qualifie pour la finale.
Dans la version présentée par Laurence Boccolini, 3 points sont nécessaires pour se qualifier pour la finale lors des émissions diffusées entre le 31 août 2020 et le 23 octobre 2020. Lors de son retour le 4 janvier 2021, 4 points sont désormais nécessaires.

### Finale

#### Version Patrick Sabatier (2009-2016)
La finale se déroule en 5 paliers (6 paliers jusqu'en juin 2010) de jeu. À chaque palier, le candidat doit faire deviner 5 mots à la personnalité dans le temps imparti de 1 minute et 30 secondes. Le nombre total de mots proposés se réduit à chaque palier.
Le candidat peut donner 3 indices maximum pour chaque mot. S'il passe un mot, il est définitivement perdu. Plus la somme à gagner est élevée, plus les mots à faire deviner sont compliqués.
| Niveau | Somme en jeu | Nombre de mots disponibles |
| ------ | ------------ | -------------------------- |
| 6      | 100 000 €    | 5                          |
| 5      | 25 000 €     | 6                          |
| 4      | 10 000 €     | 7                          |
| 3      | 5 000 €      | 8                          |
| 2      | 2 500 €      | 9                          |
| 1      | 1 000 €      | 10                         |

| Niveau | Somme en jeu | Nombre de mots disponibles |
| ------ | ------------ | -------------------------- |
| 5      | 50 000 €     | 5                          |
| 4      | 10 000 €     | 6                          |
| 3      | 5 000 €      | 7                          |
| 2      | 2 500 €      | 8                          |
| 1      | 1 000 €      | 9                          |

| Niveau | Somme en jeu | Nombre de mots disponibles |
| ------ | ------------ | -------------------------- |
| 5      | 20 000 €     | 5                          |
| 4      | 10 000 €     | 6                          |
| 3      | 5 000 €      | 7                          |
| 2      | 2 500 €      | 8                          |
| 1      | 1 000 €      | 9                          |

Légende :
- Somme acquise si le niveau est franchi.

Le finaliste peut s'arrêter à la fin de chaque palier et partir avec la somme correspondante. S'il décide de continuer, il remet ses gains en jeu au risque de tout perdre. S'il atteint le 2e palier (3e de janvier 2009 à juin 2010) avec succès, il atteint le palier de sécurité et il est assuré de repartir avec au moins 2 500 € (5 000 € de janvier 2009 à juin 2010), même en cas d'échec par la suite. En outre, il débloque un joker qu'il pourra utiliser une seule fois pour l'un des paliers suivants. Ce joker permet au finaliste de lire les 5 premiers « mots de passe » d'un palier à venir pendant 3 secondes pour chaque mot, avant de décider s'il souhaite tenter ou non de jouer ce palier.

#### Version Laurence Boccolini (depuis 2020)
Le principe est identique à la version précédente : à chacun des cinq paliers, le candidat dispose de 1 minute 30 pour faire deviner 5 mots à la personnalité en utilisant au maximum 3 indices pour chaque mot, avec de moins en moins de mots disponibles au fur et à mesure : 9 mots au premier palier, puis un mot de moins à chaque nouveau palier jusqu'au cinquième et dernier palier avec seulement 5 mots proposés.
Dans cette version, lorsqu'un candidat franchit l'un des trois premiers paliers, il joue automatiquement le suivant ; en effet, la somme obtenue au palier précédent lui est définitivement acquise même s'il échoue par la suite. S'il se trompe, il joue tout de même le palier suivant. C'est le nombre de paliers réussis sur les quatre premiers qui détermine les gains du candidat : 100 € pour un palier franchi, 250 € pour deux paliers, 500 € pour trois paliers et enfin 1 000 € si le candidat remporte les quatre premiers paliers.
Une fois le quatrième palier joué, si le candidat a échoué au moins une fois, le jeu s'arrête et il remporte la somme correspondant au nombre de paliers réussis. S'il a fait un sans-faute jusque là, il peut choisir de s'arrêter pour ajouter 1 000 € à sa cagnotte ou bien de tenter le cinquième et dernier palier, avec le risque de retomber à 250 € en cas d'erreur mais la possibilité de gagner 2 000 € en cas de réussite. Quelle que soit l'issue, le finaliste obtient le titre d' « as des mots » qui lui assure de revenir à l'émission suivante pour tenter de cumuler plus d'argent.
À partir du 4 janvier 2021, si le candidat parvient à débloquer le dernier palier, la liste des 5 mots à faire deviner lui est alors révélée. Le candidat choisit ensuite s'il décide ou non de tenter le dernier palier. S'il refuse, il repart alors avec les 1 000 € pour avoir réussi les 4 premiers paliers. S'il décide de le tenter, il gagne alors 2 000 € s'il réussit mais en cas d'échec, il gagne alors 500 € (au lieu de 250 € lors des émissions diffusées entre le 31 août 2020 et le 23 octobre 2020). Dans les deux cas, le candidat revient pour l'émission suivante.
Il n'y a plus de joker dans cette version du jeu.

### Règles d'arbitrage
Les mots de passe sont toujours des mots simples, des noms propres, ou des patronymes.

#### Interdit
- Dire le mot de passe en question
- Mots qui n'existent pas dans la langue française
- Mots composés - traits d’union.
- Mot avec apostrophe (y compris aujourd’hui)
- Verbes pronominaux (s’arrêter pour stop)
- Traduction dans une langue étrangère, ou assimilée (verlan…)
- Mots de la même famille (hélice pour hélicoptère ou corriger pour rectifier[7] car ces mots ont le même radical).
- Mot indice qui commence comme les « mots de passe » (première syllabe des mots) : montagne pour montgolfière ou épaule pour aisselle
- Mimer, montrer, toucher, désigner…
- Marques déposées
- Acronyme, sigle, ou abréviation : CAPES, OVNI, PDG
- Épeler ou jouer sur la prononciation d’un mot de passe (« air, ah, thé » pour rat)
- Entendre l’intégralité du « mot de passe » dans le mot indice (dire ticket ou vertical pour tic)
- Découpage du mot (par exemple, si le mot à faire deviner est tropique, il est interdit de faire deviner trop puis pique).

Dans le cas où le candidat donne un indice de la catégorie des interdits, un « bip » retentira, et le mot est annulé.
Sur le plateau, l'écran présente la liste des indices interdits de la manière suivante :
«  INTERDITS
 PAS DE MOT COMPOSÉ
 PAS DE MOT DE LA MÊME FAMILLE
 PAS DE MOT QUI COMMENCE PAREIL
 PAS DE DÉCOUPAGE DU MOT
 PAS DE MIME
 SINON VOUS ENTENDREZ ÇA »
(la prononciation de cette dernière phrase (« Sinon vous entendez/on entend ceci ») déclenche ainsi le bip)
Depuis le 10 décembre 2011, les Interdits sont présentés sous une nouvelle forme :
«  INTERDITS
 PAS DE MOT COMPOSÉ
 PAS DE MOT DE LA MÊME FAMILLE
 PAS DE MOT COMMENÇANT PAR LE MÊME SON
 PAS DE MIME
 SINON VOUS ENTENDREZ ÇA »
En réalité, la présentation des indices interdits par l'écran du plateau de l'émission est une synthèse de tous les indices interdits mentionnés en début de section.
Pour présenter la liste des indices interdits, l'animateur interroge parfois les candidats ou les invités, et se laisse souvent le soin de prononcer la dernière phrase de l'écran des Interdits.

#### Autorisé
Pour les indices :
- Jouer sur les intonations, prendre un accent, ou une mélodie
- Rimes en fin de mots, mots qui finissent pareil
- Répéter un indice
- Détourner le sens du « mot de passe », si la prononciation est la même mais l'orthographe différente (faire deviner un homophone). Par exemple, si le mot affiché est « mur », le candidat peut décider de faire deviner « mûre » et vice versa.
- Incliner la tête d'un côté pour indiquer que le « mot de passe » est l'inverse de l'indice.

Pour les mots de passe :
- Le pluriel est accepté pour le singulier, et vice versa. Par exemple, si le mot à deviner est « fédéral », le point est validé si le candidat qui devine prononce « fédéraux » et vice versa.
- Le féminin est accepté pour le masculin, et vice versa. Par exemple, si le mot à deviner est « joueur », le point est validé si le candidat qui devine prononce « joueuse » et vice versa.
- Si plusieurs réponses sont données, seule la première est prise en compte.

#### Remarques
- Si deux indices différents sont donnés coup sur coup, le mot est définitivement perdu.
- Si le candidat prononce uniquement la première syllabe du mot (ce qui est souvent le cas lorsqu'il y a un risque d'énoncer un mot commençant par le même son ou de dire le mot de passe en question), le mot est définitivement perdu.

## L'émission anniversaire la250e(13 octobre 2012)
Mot de passe a eu une émission spéciale pour la 250e émission. Voici les résultats :
| Équipe gagnante             | Marie Drucker et Denis Maréchal                                                                     |
| Équipe finaliste            | Julie et Damien Thévenot                                                                            |
| Équipe demi-finaliste       | Isabelle Alonso et Arnaud Gidoin                                                                    |
| Éliminés aux qualifications | Christelle Chollet, Caroline Diament, Élodie Gossuin, Bruno Guillon, Didier Gustin et Éric Naulleau |

## Grands gagnants
L'émission totalise 35 grands gagnants, tous gains maximaux confondus. À ceux-ci, il faut rajouter l'équipe composée de Marie Drucker et Denis Maréchal qui ont gagné 100 000 € pour le Secours populaire français lors de l'émission du 13 octobre 2012, avec une pyramide des gains plus généreuse pour l'occasion (palier de sécurité à 10 000 €, et gain maximal de 100 000 € alors qu'il était passé à 50 000 € depuis l'été 2010).
| 100 000 € | 1 candidate (Fatima) + équipe Marie Drucker et Denis Maréchal |
| 50 000 €  | 19 candidats                                                  |
| 20 000 €  | 15 candidats                                                  |
| Total     | 35 candidats + 1 duo de célébrités                            |

| Date              | Nom           | Gains     | Finale jouée avec |
| ----------------- | ------------- | --------- | ----------------- |
| 18 avril 2009     | Fatima        | 100 000 € | Barbara Schulz    |
| 2010              | (5 candidats) | 50 000 €  | ?                 |
| 1er janvier 2011  | Céline        | 50 000 €  | Marie Drucker     |
| 16 avril 2011     | Véronique     | 50 000 €  | ?                 |
| 7 juillet 2011    | Gwladys       | 50 000 €  | Amaury Vassili    |
| 19 juillet 2011   | ?             | 50 000 €  | ?                 |
| 28 août 2011      | Pascale       | 50 000 €  | Éric Laugérias    |
| 1er octobre 2011  | Magalie       | 50 000 €  | ?                 |
| 28 janvier 2012   | Maude         | 50 000 €  | ?                 |
| 30 août 2012      | Laurent       | 50 000 €  | Isabelle Alonso   |
| 13 septembre 2012 | Claire        | 50 000 €  | Denis Maréchal    |
| 16 février 2013   | Marc          | 50 000 €  | Julie             |
| 20 avril 2013     | Istinen       | 50 000 €  | Arnaud Gidoin     |
| 4 mai 2013        | Adélaïde      | 50 000 €  | Nathalie Corré    |
| 15 janvier 2013   | Stéphanie     | 20 000 €  | Denis Maréchal    |
| 8 février 2013    | Christophe    | 20 000 €  | Caroline Diament  |
| 21 mars 2013      | Souhaiel      | 20 000 €  | Isabelle Alonso   |
| 9 avril 2013      | Sylvain       | 20 000 €  | Florent Peyre     |
| 22 juin 2013      | Christophe    | 50 000 €  | Denis Maréchal    |
| 2 novembre 2013   | Emmanuel      | 50 000 €  | Damien Thévenot   |
| 9 janvier 2014    | Sébastien     | 20 000 €  | Damien Thévenot   |
| 20 septembre 2014 | Patricia      | 20 000 €  | Waly Dia          |
| 17 janvier 2015   | Marion        | 20 000 €  | Tania Young       |
| 4 avril 2015      | Lucille       | 20 000 €  | Cyril Féraud      |
| 16 mai 2015       | Séverine      | 20 000 €  | Julie             |
| 20 juin 2015      | Olivier       | 20 000 €  | Isabelle Alonso   |
| 4 juillet 2015    | Pierre        | 20 000 €  | Benoît Chaigneau  |
| 25 juillet 2015   | Karine        | 20 000 €  | Julie             |
| 22 août 2015      | Jérôme        | 20 000 €  | Benoît Chaigneau  |
| 29 août 2015      | Lionel        | 20 000 €  | Denis Maréchal    |
| 3 octobre 2015    | Fred          | 20 000 €  | Nathalie Simon    |
| 7 novembre 2015   | Claire        | 20 000 €  | Didier Gustin     |
| 30 janvier 2016   | Cynthia       | 20 000 €  | Alain Bouzigues   |
| 23 avril 2016     | Julie         | 20 000 €  | Ali Bougheraba    |
| 25 septembre 2020 | Thomas        | 2 000 €   | Denis Maréchal    |
| 22 janvier 2021   | Romain        | 2 000 €   | Damien Thévenot   |
| 3 février 2021    | Luc           | 2 000 €   | Denis Maréchal    |
| 8 février 2021    | Martin        | 2 000 €   | Nadia Roz         |
| 16 février 2021   | Audrey        | 2 000 €   | Caroline Diament  |
| 26 février 2021   | Vincent       | 2 000 €   | Amanda Scott      |
| 11 mai 2021       | Thomas        | 2 000 €   | Amanda Scott      |
| 16 juin 2021      | Anne          | 2 000 €   | Amanda Scott      |
| 25 juin 2021      | Mathieu       | 2 000 €   | Damien Thévenot   |

### 100 000 €
Les 100 000 € ont été remportés une seule fois, le 18 avril 2009, par la candidate Fatima Aït Bounoua qui a joué en finale avec Barbara Schulz.
Toutefois, une candidate a tenté les 100 000 € le 12 juin 2010 en jouant avec Sébastien Folin, mais a échoué sur le mot « crochu ».

### 50 000 €
Depuis le 5 juillet 2010, 18 candidats ont remporté le nouveau gain maximal de 50 000 € :
- 5 en 2010
- 6 en 2011 : 
  - Céline le 1er janvier 2011,
  - Véronique le 16 avril 2011,
  - Gwladys le 7 juillet 2011,
  - une autre candidate le 19 juillet 2011,
  - le 28 août 2011, la candidate Pascale a réussi l'exploit de commettre un sans-faute total avec son partenaire Éric Laugérias, aussi bien en phase de sélection qu'en finale, avec 35 mots devinés sur 35,
  - Magalie le 1er octobre 2011, alors que le candidat précédent de la même émission avait échoué au palier à 50 000 €.
- 3 en 2012 : 
  - Maude le 28 janvier 2012
  - Laurent le 30 août 2012
  - Claire le 13 septembre 2012 avec Denis Maréchal
- 4 en 2013 :
  - Marc le 16 février 2013 avec Julie
  - Istinen le 20 avril 2013 avec Arnaud Gidoin
  - Adélaïde le 4 mai 2013 avec Nathalie Corré
  - Christophe le 22 juin 2013 avec Denis Maréchal.

Il est aussi arrivé que des candidats tentent les 50 000 € mais échouent. Ainsi, trois candidats (les 30 octobre 2010, 21 avril 2012 et 28 août 2012) ont échoué en ne trouvant pas le dernier mot de la liste.

### 20 000 €
- Le 15 janvier 2013, Stéphanie est la première candidate à remporter le nouveau gain maximal de 20 000 €, en jouant la finale avec Denis Maréchal.

Ensuite :
– 8 février 2013 : Christophe remporte 20 000 € en jouant avec Caroline Diament ;
– 21 mars 2013 : Souhaiel remporte 20 000 € en jouant avec Isabelle Alonso ;
– 9 avril 2013 : Sylvain remporte 20 000 € en jouant avec Florent Peyre.
– 9 janvier 2014 : Sébastien remporte 20 000 € en jouant avec Damien Thévenot.
– 20 septembre 2014 : Patricia remporte 20 000 € en jouant avec Waly Dia.
– 17 janvier 2015 : Marion remporte 20 000 € en jouant avec Tania Young.
Il est aussi arrivé que des candidats tentent les 20 000 € mais échouent[à développer].

## Invités célèbres
Tania Young, animatrice de France 2, et Isabelle Alonso ont marqué le jeu par leurs multiples prestations[réf. nécessaire]. Barbara Schulz a elle aussi été une partenaire de jeu brillante[non neutre] car elle a fait gagner 100 000 € à une candidate.

### Parmi les autres célébrités féminines invitées (régulièrement ou non) dans l'émission

#### De 2009 à 2016
- Sandrine Alexi
- Catherine Allégret
- Isabelle Alonso
- Valérie Bègue
- Valérie Bénaïm
- Anne Bernex
- Michèle Bernier
- Claire Borotra
- Janane Boudili
- Ariane Brodier
- Élisabeth Buffet
- Élise Chassaing
- Audrey Chauveau
- Christelle Chollet
- Constance
- Nathalie Corré
- Muriel Cousin
- Pauline Delpech
- Vanessa Demouy
- Charlotte des Georges
- Caroline Diament
- Alice Dona
- Maureen Dor
- Marie Drucker
- Sonia Dubois
- Elsa Esnoult
- Elsa Fayer
- Zoé Félix
- Nicole Ferroni
- Hélène Gateau
- Céline Géraud
- Anne-Sophie Girard
- Élodie Gossuin
- Rebecca Hampton
- Sophie Jovillard
- Dorothée Kristy
- Chantal Ladesou
- Amanda Lear
- Julie Leclerc
- Annie Lemoine
- Patricia Loison
- Marine Lorphelin
- Sandra Lou
- Luce
- Isabelle Martinet
- Emilie Mazoyer
- Delphine McCarty
- Audrey Merveille
- Laëtitia Milot
- Princess Erika
- Julie Raynaud
- Rose
- Anne Roumanoff
- Nathalie Schraen-Guirma
- Amanda Scott
- Myriam Seurat
- Nathalie Simon
- Shirley Souagnon
- Claudia Tagbo
- Sophie Tapie
- Carinne Teyssandier
- Laury Thilleman
- Aida Touihri
- Corinne Touzet
- Julia Vignali
- Isabelle Vitari
- Delphine Wespiser
- Tania Young

#### 2020-2021
- Cécile Djunga
- Nicole Ferroni
- Nadia Roz
- Caroline Diament
- Émilie Mazoyer
- Ariane Brodier
- Élodie Poux
- Élodie Arnould
- Anne Roumanoff
- Julia Martin
- Camille Cerf
- Nadège Beausson-Diagne
- Armelle
- Fabienne Carat
- Amanda Scott

### Côté hommes

#### De 2009 à 2016
- Laurent Artufel
- Artus
- Hugues Aufray
- Babass
- Stéphane Basset
- Thierry Beccaro
- Yacine Belhousse
- Stéphane Bern
- Jérôme Bonaldi
- Booder
- Ali Bougheraba
- Alain Bouzigues
- Patrice Carmouze
- Cartman
- Jean-Pierre Castaldi
- Jonatan Cerrada
- Benoît Chaigneau
- Patrick Chêne
- Arnaud Cosson
- Julien Courbet
- Gérald Dahan
- Dave
- Dédo
- Olivier de Benoist
- Alexandre Devoise
- Waly Dia
- Noom Diawara
- Antoine Duléry
- Yves Duteil
- Mustapha El Atrassi
- Joan Faggianelli
- Cyril Féraud
- Vincent Ferniot
- Jérémy Ferrari
- Sébastien Folin
- Olivier Galzi
- Laurent Gamelon
- Cyril Garnier
- Florian Gazan
- François-Éric Gendron
- Arnaud Gidoin
- Bruno Guillon
- Didier Gustin
- Noman Hosni
- Thomas Isle
- Jarry
- Arthur Jugnot
- Kheiron
- Patrice Laffont
- Louis Laforge
- Serge Lama
- Éric Laugérias
- Yves Lecoq
- Philippe Lefait
- Jean-Luc Lemoine
- Francis Letellier
- Manu Levy
- Lamine Lezghad
- Thierry Lhermitte
- Stéphane Lippert
- Mathieu Madénian
- Denis Maréchal
- Vincent Moscato
- Éric Naulleau
- Oldelaf
- Laurent Petitguillaume
- Florent Peyre
- Philippe Risoli
- Bruno Roblès
- Lionel Rosso
- Willy Rovelli
- Laurent Ruquier
- Daniel Russo
- Tony Saint Laurent
- Patrick Sébastien
- Pascal Sellem
- Guillaume Sentou
- Tex
- Damien Thévenot
- Titoff
- Arnaud Tsamere
- Philippe Vandel
- Amaury Vassili
- Vérino

### 2020-2021
- Denis Maréchal
- Waly Dia
- Alain Bouzigues
- Juan Massenya
- Max Bird
- Ahmed Sparrow
- Florian Gazan
- Damien Thévenot
- Gwendal Marimoutou
- Clément Freze
- Arnaud Gidoin
- Bernard Werber
- Fabien Olicard
- Éric Laugérias
- Didier Gustin
- Daniel Picouly

## Émissions spéciales
Le 12 décembre 2009, une émission spéciale a eu lieu au profit de la lutte contre le cancer avec d'anciens gagnants de l'émission et des personnalités qui ont récolté 30 000 € (25 000 € + 5 000 €)[réf. souhaitée].
Le 19 juin 2010, une autre émission spéciale a eu lieu pour la recherche médicale avec d'anciens gagnants de l'émission et des personnalités qui ont récolté 35 000 € (25 000 € + 10 000 €)[réf. souhaitée].
Depuis 2010, l'émission se mobilise également pour le Sidaction.
En 2013 le Sidaction a pu recueillir 20 000 €. De même en 2015.
Le 28 mars 2015, Patricia et Denis Maréchal récoltent 10 000 € ainsi qu'Emmanuel et Julie Leclerq.
Le 13 octobre 2012, pour fêter la 250e diffusion du jeu, une émission spéciale en première partie de soirée est diffusée avec des célébrités qui s'affrontent dans un tournoi. Ce sont Marie Drucker et Denis Maréchal qui en sont sortis vainqueurs et ont gagné 100 000 € en six paliers (avec une pyramide des gains différente de celle des émissions jusqu'en juin 2010 : 2 500 €, 5 000 €, 10 000 € en palier de sécurité, 25 000 €, 50 000 € et enfin 100 000 €) pour le Secours populaire français.

## Mot de passe: Le duel
Depuis le 20 janvier 2025, le jeu revient dans une version raccourcie diffusée avant la première partie de soirée, présenté par Laurence Boccolini et produit par Fremantle et CyrilProd,,.
Les deux candidats s'affrontent dans des duels du lundi au jeudi. Le jeudi, les mots trouvés comptent doublent. À l’issue des quatre soirées, le meilleur candidat se qualifie pour la finale du vendredi,.

## Différences par rapport au jeu Pyramide
Si Mot de passe a été considéré comme un remake du jeu Pyramide, diffusé sur Antenne 2 puis France 2 de 1991 à 2003 et en 2014, tant FremantleMedia (producteur de Mot de passe) que Sony (producteur de Pyramide) ont démenti en 2008 tout lien entre les deux émissions. Cependant, lors de son lancement en France en 1991, le jeu Pyramide était coproduit par Fremantle France qui produisait Password aux États-Unis. Ce qui explique que l'adaptation française de Pyramide s'était démarquée de toutes les autres versions internationales en intégrant à la manche de qualification quelques concepts extraits de Password. Ainsi, alors que le principe des versions internationales de Pyramid ne réside qu'en le fait de faire deviner des mots ou expressions par des descriptions jusqu'à ce que l'interlocuteur ait deviné, il s'agit dans l'adaptation française de faire deviner ces mots en un certain nombre de coups préalablement annoncé, en prononçant un unique mot à chaque coup. Ainsi, si la dénégation des producteurs FremantleMedia et Sony est exacte pour les formats originaux, elle est plus contestable pour les formats français, liés par la parenté de la version française Pyramide tant avec Pyramid qu'avec Password. D'autant que Sony (Columbia Tristar Films France) ne produira Pyramide en France qu'à partir de 2000.
Pyramide et Mot de Passe ont tous deux été développés par Bob Stewart, qui était un employé de Mark Goodson-Bill Todman Productions lorsque Mot de Passe a été créé en 1961. Stewart a quitté Goodson-Todman après qu'un jeu d'association de mots devenu pyramide ait été rejeté par Mark Goodson en 1964.
Pyramide a été produit par Stewart par l'intermédiaire de sa propre société de production Basada, Inc. (du nom de ses trois fils Barry, Sande et David). Sande Stewart a vendu Basada (propriétaire de « Pyramid ») à Sony en 1994.
Si les deux émissions sont toutes les deux diffusées sur France 2 et consistent à faire deviner des mots, on peut noter toutefois les différences suivantes (en comparaison avec Pyramide version 1991-2003) :
- les partenaires des candidats dans Mot de passe sont des célébrités de toutes les disciplines, et changent à chaque émission, si bien que la plupart reviennent régulièrement ce que considère Patrick Sabatier comme des « invités de leur famille » ; alors que dans Pyramide, il s'agit tout simplement de maîtres-mots qui restent aussi longtemps pendant une période, et sont d'ailleurs des personnalités issues de la télévision ;
- Mot de passe est composé uniquement des manches de qualifications et d'une finale, alors que Pyramide comprend plusieurs épreuves avant la finale (énigmes, ping-pong/contre la montre, noms propres avant la grande pyramide) ;
- dans Mot de passe, les mots-indices sont toujours des mots simples, ce qui explique que les indices interdits soient plus nombreux, alors qu'à Pyramide, on peut énoncer des mots composés ou expressions, mimer ou découper un mot pour faire deviner un mot (mais seulement pour le contre-la-montre et la grande pyramide), et que seuls les mots de même racine étymologique sont interdits ;
- Mot de passe inclut dans toutes ses phases de jeux en plus des noms communs, adjectifs et verbes ; des noms propres et patronymes, alors que Pyramide a mis en place vers ses dernières émissions, une manche spécialisée « Les noms propres » ;
- sur le plan de la finale, le principe de Mot de passe est de faire deviner 5 mots à son partenaire célébrité à chacun des 5 paliers sur une liste de 9 à 5 mots selon le niveau, et le finaliste peut débloquer le joker pourvu qu'il atteint le 2e palier qui lui permet de gagner 2 500 € de façon définitive (3e palier à 5 000 € avant l'été 2010), alors que la finale de Pyramide consiste à faire deviner 6 expressions ou mots composés à son maître-mot, en faisant deviner mot par mot, sans joker ;
- la somme maximale à gagner dans Mot de passe était de 100 000 € (de janvier 2009 à l'été 2010) puis de 50 000 € (de l'été 2010 à mars 2014) et enfin de 20 000 € (de mars 2014 à juillet 2016), et le finaliste peut partir avec n'importe quelle somme d'argent pourvu qu'il atteint ses objectifs et qu'il n'échoue pas avant le 2e palier (3e palier avant l'été 2010), alors qu'à Pyramide, il s'agit d'une cagnotte démarrant à 800 € (5 000 FF avant 2002) et augmente de cette même somme tant qu'elle n'a pas été remportée, et c'est seulement lorsque le finaliste remporte « La Grande Pyramide » que le candidat peut repartir avec cette somme ;
- sur le plan du jeu téléphonique, Mot de passe permet aux téléspectateurs de gagner 2 500 € (ou la cagnotte de l'été ou une voiture à certaines occasions) à condition de trouver la bonne réponse à la question posée, alors qu'à Pyramide, un téléspectateur est appelé pour tenter de remporter 5 à 10 % de la cagnotte ;
- enfin, les candidats de Pyramide reviennent à l'émission suivante tout en changeant de maître-mots, et chaque candidat peut participer jusqu'à 4 émissions (ils jouaient un match aller et un match retour par maître-mots), alors que les candidats de Mot de passe changent systématiquement à chaque émission, et qu'ils jouent chacun avec les deux partenaires à chaque partie.

## Identité visuelle

Logo de Mot de passe du 10 janvier 2009 au 23 janvier 2016 (avec Patrick Sabatier).
Logo de Mot de passe du 30 janvier 2016 au 30 juillet 2016 (avec Patrick Sabatier) et du 31 août 2020 au 2 juillet 2021 (avec Laurence Boccolini).
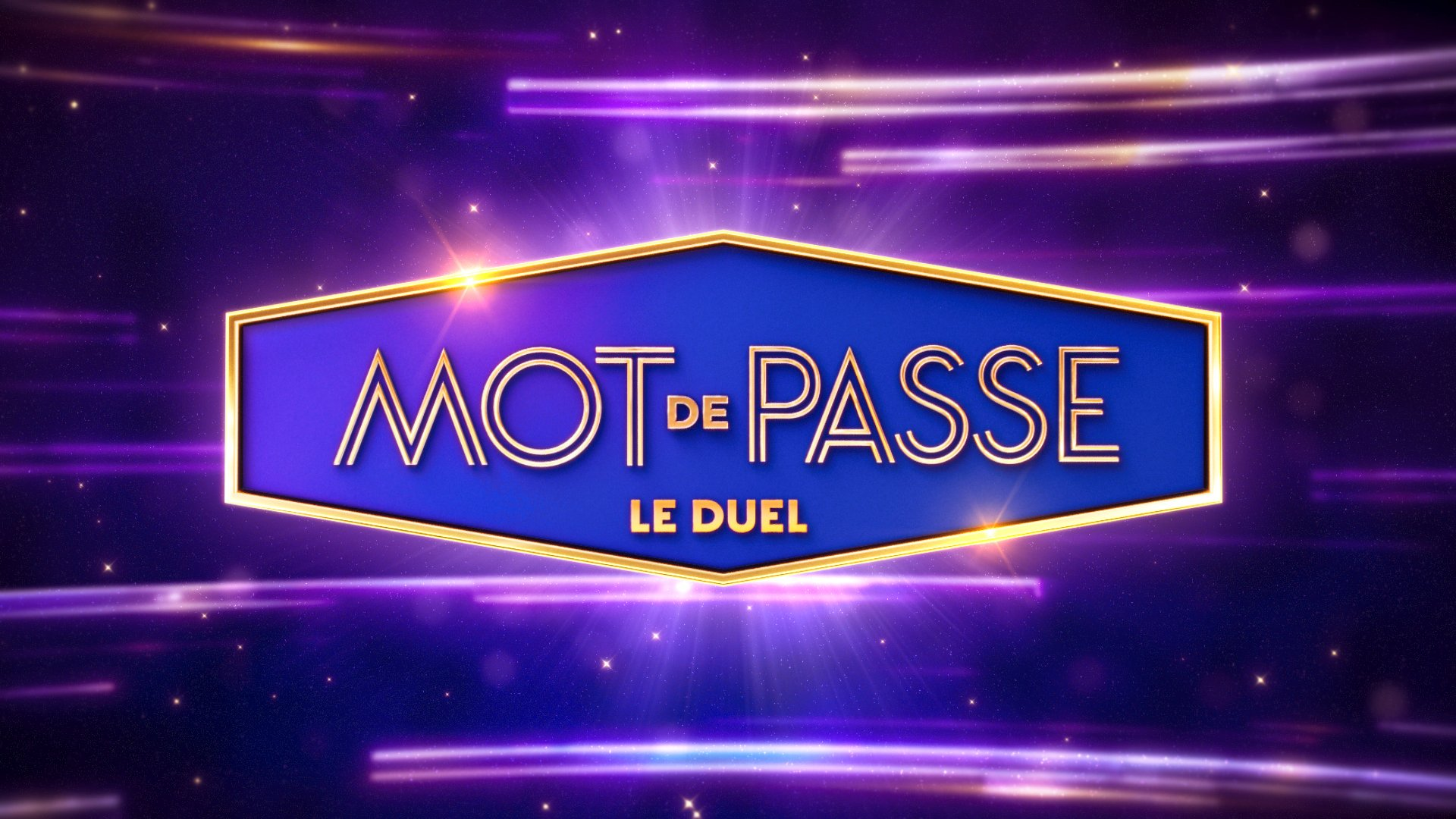
Logo de Mot de passe : Le duel

## Audiences
En 2009, Le jeu a connu un démarrage correct avec plus de 2 500 000 téléspectateurs et 14,1 % de part de marché pour la première émission. L'émission du 24 janvier 2009 a été regardée par plus de 2 200 000 téléspectateurs soit 13,3 % de part de marché. L'émission du 31 janvier a été regardée par près de 2 400 000 téléspectateurs soit 15,7 % de part de marché sur les 4 ans et plus, quasiment 15 % sur les ménagères de moins de 50 ans. L'émission du 28 mars a été regardée par quasiment 2 millions de téléspectateurs soit 14 % de part de marché.
Le 2 mai 2009, Mot de passe a récolté 15,2 % de parts d'audience sur les 4 ans et plus. Le 9 mai, l'émission a enregistré 16,1 % de parts de marché et plus de 2 millions de téléspectateurs.
Le 11 juillet 2009, ce jeu a réalisé une belle audience avec plus de 1 700 000 téléspectateurs et 16,9 % de part de marché.
Le 25 juillet 2009, le jeu a battu un nouveau record d'audience avec 18,6 % de part de marché et 1 946 330 téléspectateurs.
Au printemps 2014 Mot de passe continue à faire de bonnes audiences le samedi à 19 h et la chaîne décide de diffuser deux numéros consécutifs le samedi à partir de la rentrée de septembre. Cependant, en juin 2016, la nouvelle direction de France 2 annonce qu'elle supprime Mot de passe en raison de son audience trop âgée, le groupe France Télévisions voulant à tout prix rajeunir son image. Le jeu de Patrick Sabatier est remplacé dès septembre 2016 par N'oubliez pas les paroles qui excelle en audiences du lundi au vendredi.
Depuis sa relance le 20 janvier 2025, Mot de passe a connu des audiences variables. le 24 janvier 2025, l'émission a atteint 2,8 millions de téléspectateurs, correspondant à 13% de part d'audience.
Cependant, le 28 janvier 2025, l'audience a chuté à environ 1,4 million de téléspectateurs, soit 6,9% de part d'audience. Ces fluctuations suggèrent que l'émission peine à s'imposer durablement dans sa case horaire. les audiences ont fluctué entre 6,6% et 11,9% du public au cours de ses premières semaines de diffusion.

## Jeu de société
En octobre 2022, sort un jeu de société issu de l’émission. Il est édité par Solar éditions,.